# Michel-Julien Naudy
Pour les articles homonymes, voir Naudy.
Michel-Julien Naudy, né le 28 avril 1944 à Toulouse (Haute-Garonne), est un écrivain français, auteur de romans policiers et de littérature d'enfance et de jeunesse.

## Biographie
Michel-Julien Naudy occupe un poste en usine dans l'électronique à partir de 1971. Il travaille de préférence la nuit, ce qui lui laisse du temps pour l’écriture. Après son licenciement économique à la fin des années 1980, il prend la gérance du cinéma d'art et d'essai Le Central à Colomiers.
Après des chroniques de science-fiction pour la revue Horizons du fantastique, il publie son premier roman Côte sanguine en 1985. Il fait également paraître des romans pour la jeunesse, principalement chez Syros.
En 1992, il traduit du grec un recueil de poèmes Dekaohtō lianotragouda tēs pikrēs patridas de Yánnis Rítsos.

## Œuvre

### Romans policiers
- Côte sanguine, Gallimard, Série noire no 1988, 1985
- Équipe de nuit, Publisud, 1988 ; réédition, Gallimard, Série noire no 2516, 1998
- Le Pas du Parisien, Gallimard, Série noire no 2678, 2003

### Littérature d'enfance et de jeunesse
- Toyota barraka, Syros, Souris noire no 6, 1986
- L'Argent du mouton, Syros, Souris noire plus no 1, 1988
- Jour de zouave, La Farandole, 1990
- Macache oualou, Syros, Souris noire no 48, 1991

### Recueil de nouvelles
- Toulouse rouge et passe, Ombres, 2000
- Zone frontière, Figueras, Mare nostrum, 2009

### Nouvelles
- Le Triangle rose, dans Murs, Murs no 10, novembre 1985
- La Paire de Pampelune, dans Mystères 87, Le Livre de poche no 6365, 1987
- Tomaï des éléphants, dans Série B no 16, 1988
- Soir en ville, dans Black Exit to 68, La Brèche, 1988
- Les Grands Bleus, dans La Vie ouvrière no 2303, 1988
- La Roche noire, dans Sous la robe erre le noir, Le Mascaret, 1989
- Tarifa, cinq heures, dans Mystère 90, Le Masque grand format, 1990
- Postite, Polar no 13 1994
- Maraudeur étranger, dans Toulouse du rose au noir, Autrement, 2000

### Autres
- Dix-huit petites chansons pour la patrie amère, Fédérop, 1992
- Douze poèmes pour Cavafy, Fédérop, 1998
- Pièces d’usine, Les Passés simples, 2006

## Sources bibliographiques
- Claude Mesplède (dir.), Dictionnaire des littératures policières, vol. 2 : J - Z, Nantes, Joseph K, coll. « Temps noir », 2007, 1086 p. (ISBN 978-2-910-68645-1, OCLC 315873361), p. 412-413.
- Claude Mesplède, Les années "Série noire" bibliographie critique d'une collection policière, vol. 5 : 1982-1995, Amiens, Encrage, coll. « Travaux » (no 36), 2000.